# Microscopic imager

MI марсохода "Оппортьюнити" на Марсе. Обратите внимание на то, что пылезащитная крышка открыта.

Microscopic imager (MI) (с англ. — «микрокамера; камера для микросъёмки») — монохромная электронная камера, предназначенная для макросъёмки марсианской поверхности. Устанавливалась на «Спирите» и «Оппортьюнити» — марсоходах миссии Mars Exploration Rover.

## Обзор и устройство
MI предназначена для получения изображений с пространственным разрешением 30 микрон/пиксель в широком спектральном диапазоне (400—700 нм). Технически MI не является микроскопом: она имеет фиксированное увеличение 0,4 и предназначена для получения
изображений, имитирующих вид, который геолог получил бы через обычную ручную лупу. На языке фотографов
система MI использует «макро» объектив. MI использует такой же дизайн электроники, как и другие камеры марсоходов миссии MER, но имеет оптику, которая дает поле зрения 31,5 × 31,5 мкм. MI состоит из двух частей: блока электроники и детекторной головки, которая включает в себя оптическую часть и ПЗС-матрицу. Два блока соединяются эластичным шлейфом. В связи с тем, что блок электроники находится вне марсохода, то он содержит нагревающийся резистор, который обогревает электронику до минимальной рабочей температуры в −55 °C. Камера имеет светосилу f/15 ± 0,75 и фокусное расстояние 20,2 мм с полем зрения 31,5 × 31,5 мкм по горизонтали/вертикали (44,5 мм по диагонали). В MI применяется ПЗС-матрица с разрешением 1024 × 2048 фирмы Mitel. Чип разделен на две части: одна часть размером 1024×1024 чувствительна к свету и непосредственно создаёт изображения, а вторая часть размером 1024 × 1024 принимает эти данные для хранения/считывания. Чтобы не быть чувствительной к свету она закрыта чёрным алюминиевым экраном. Лучшее для съёмок фокусное расстояние достигается на дистанции в 69 мм. Пространственное разрешение или мгновенный угол поля зрения (IFOV) составляет 30 ± 1,5 мкм/пиксель. Угловое разрешение в центре поля зрения составляет 0,42 мрад/пиксель. Для наведения MI используется контактный датчик. Поскольку MI имеет относительно небольшую глубину резкости (± 3 мм), то изображение шероховатой или выпуклой поверхности будут содержать как сфокусированные, так и несфокусированные участки. Для обеспечения хорошего качества и фокуса, съёмка поверхности производится с различных расстояний. Далее, объединив этот набор изображений, получается полностью сфокусированные изображение. Каждое изображение MI сопровождается данными о положении и ориентации камеры. Оптика MI защищается от марсианской
окружающей среды с помощью убирающейся пылезащитной крышки. Защитная крышка включает в себя каптоновое окно, которое окрашено в оранжевый цвет для ограничения спектрального полосового диапазона до 500—700 нм, позволяя получать информацию о цвете, принимая изображения с открытой и закрытой защитной крышкой. MI работает в паре с инструментом Rock Abrasion Tool (RAT). Для уменьшения объёма занимаемого пространства изображения проходят процедуру сжатия, что также очень важно вследствие высокой задержки сигнала и низкой пропускной способности средств связи для передачи на Землю. Блок электроники имеет размеры 67 × 69 × 34 мм, а детекторная головка 41 × 51 × 15 мм. Камера весит 210 грамм и потребляет около 2,15 Вт энергии без учёта обогревателя.
MI расположена на манипуляторе марсоходов MER, вместе с другими научными инструментами — шлифовальной установкой Rock Abrasion Tool, спектрометрами MIMOS II и APXS.

Галерея
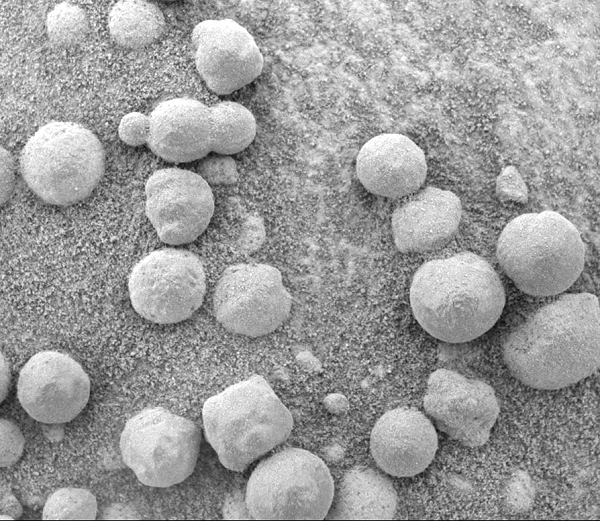
Известный снимок гематитовых шариков, получивших прозвище «черника», которые, как предполагается, образовались в контакте с жидкой водой. Снимок сделан камерой MI марсохода «Оппортьюнити» в кратере Игл на плато Меридиана
Мозаичное изображение поверхности камня после шлифования инструментом Rock Abrasion Tool марсохода «Спирит»
Анимация съёмки марсианской поверхности с различной дистанции
Марсианская поверхность в кратере Гусева
Поверхность камня «горшок с золотом» крупным планом
Поверхность обнажения горных пород
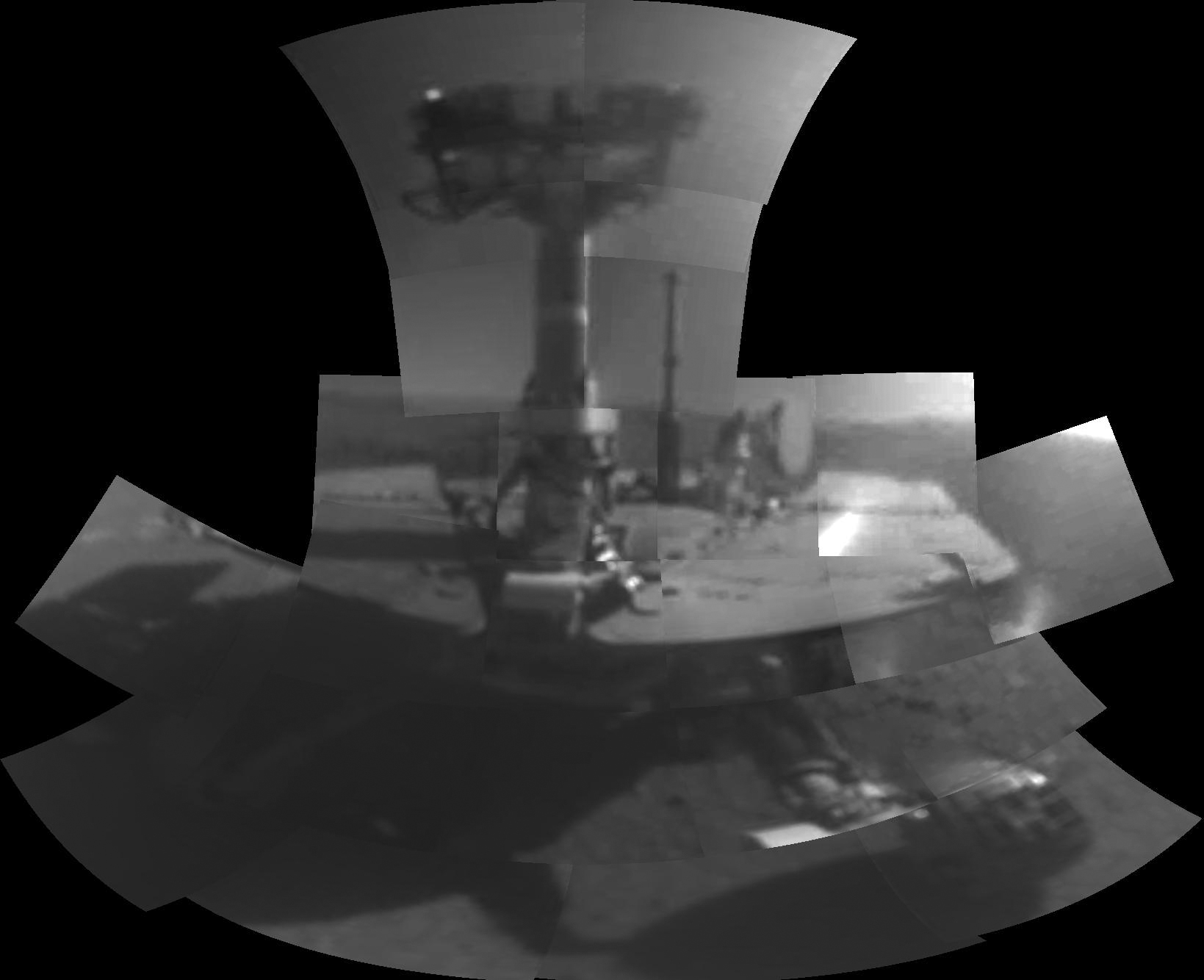
Первый и последний автопортрет марсохода «Оппортьюнити» на Марсе, выполненный при помощи микрокамеры MI (14-20 февраля 2018 года/4998-5004 сол)
Пыль, покрывающая солнечные батареи марсохода «Спирит»

Пример нестандартного применения камеры MI: марсоход «Спирит» застрял в песке, и инженеры, задействовав камеру, попытались рассмотреть ситуацию под днищем марсохода, чтобы смоделировать аналогичную ситуацию с тестовым марсоходом на Земле и попытаться достать «Спирита» из песчаной ловушки.